# Thalassodendron
Thalassodendron é um género botânico pertencente à família Cymodoceaceae.

## Espécies
- Thalassodendron ciliatum (Forsk.) Hartog